# Jonathan Harris

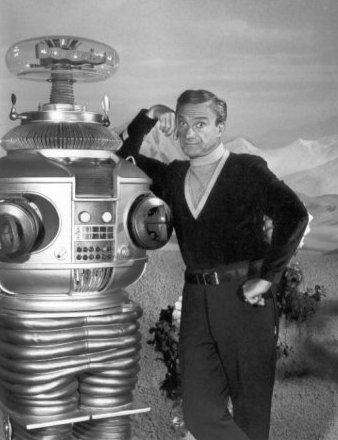
Jonanthan Harris, em 1967, no seu papel mais conhecido: o Dr. Zachary Smith, da telessérie Perdidos no Espaço

Jonathan Harris (Nova Iorque, 6 de novembro de 1914 — Los Angeles, 3 de novembro de 2002) foi um ator de teatro e televisão norte-americano. Ficou mundialmente conhecido e consagrado como o Dr. Zachary Smith da série de televisão Perdidos no Espaço.

## Biografia
Harris nasceu Jonathan Daniel Charasuchin no Bronx em Nova Iorque, em 6 de novembro de 1914, filho de uma família de imigrantes judeus russos. 
Participou também de diversas outras séries, tais como Zorro, Agente 86, A Feiticeira e Terra de Gigantes, mas foi com o papel de Zachary Smith em Perdidos no Espaço que Harris marcou sua passagem pela TV. Sua frase inesquecível foi: "Nada tema, com Smith não há problema", originalmente "Never fear, Smith is here". Em seus últimos anos, emprestou sua voz para dublar diversos personagens dos desenhos animados da Disney/Pixar.
Morreu em 3 de novembro de 2002 em Encino, Califórnia, em decorrência de um coágulo sanguíneo próximo ao coração, apenas 3 dias antes de completar 88 anos de idade. Foi sepultado no Westwood Village Memorial Park Cemetery.

## Prêmios e indicações

### Prêmios
Saturn Awards
- Melhor Ator de Televisão: 1978

## Ligações Externas
- Jonathan Harris. no IMDb.